# Daucus broteri
Daucus broteri är en flockblommig växtart som beskrevs av Michele Tenore. Daucus broteri ingår i släktet morötter, och familjen flockblommiga växter. Inga underarter finns listade i Catalogue of Life.